# Американська консерваторія-театр
Американська консерваторія-театр (англ. American Conservatory Theater, A.C.T.) — одна з найвідоміших некомерційних театральних компаній Сан-Франциско, знана своїми постановками п'єс класичних та сучасних драматургів, а також своєю акторською школою.

## Історія

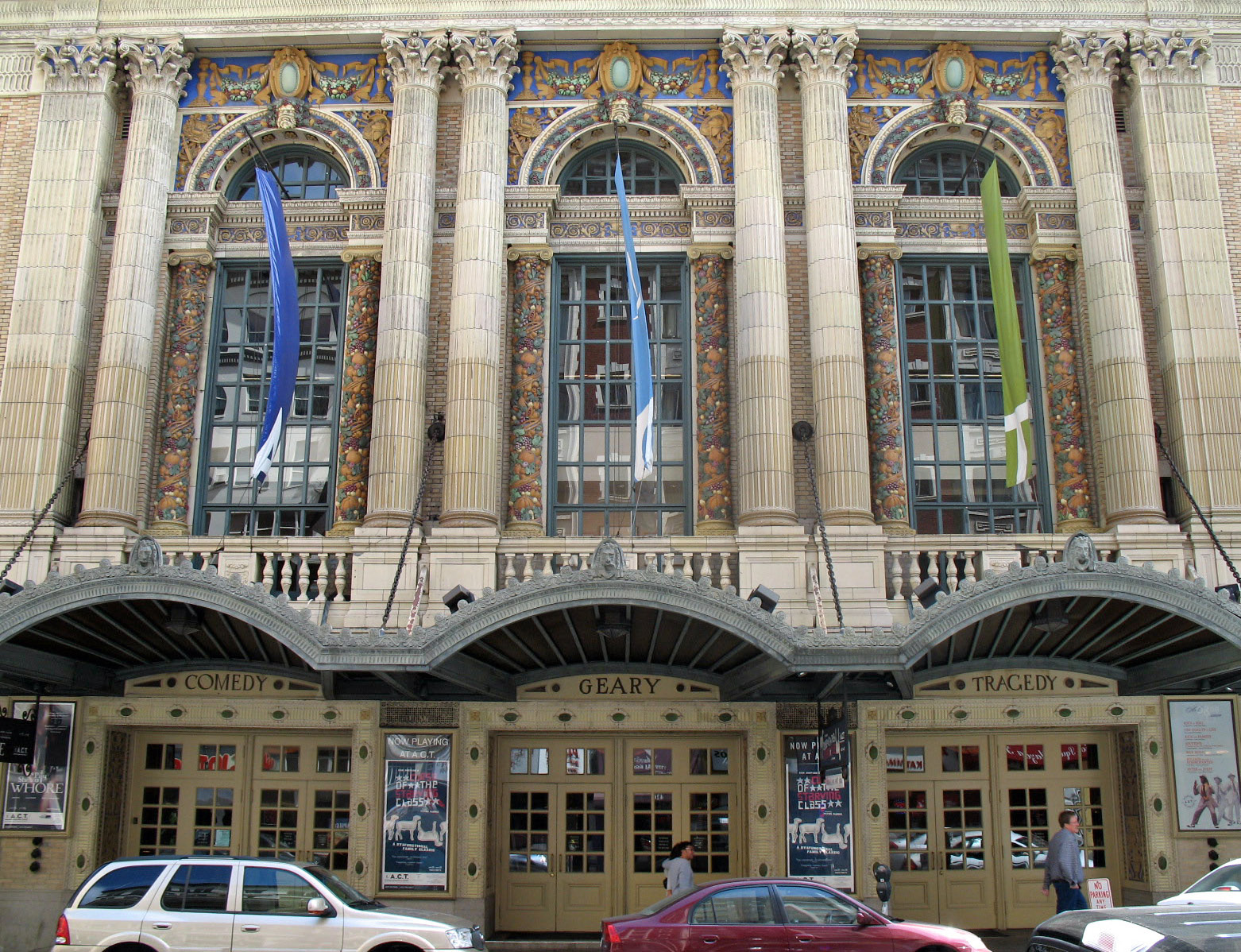
Театр «Ґирі»

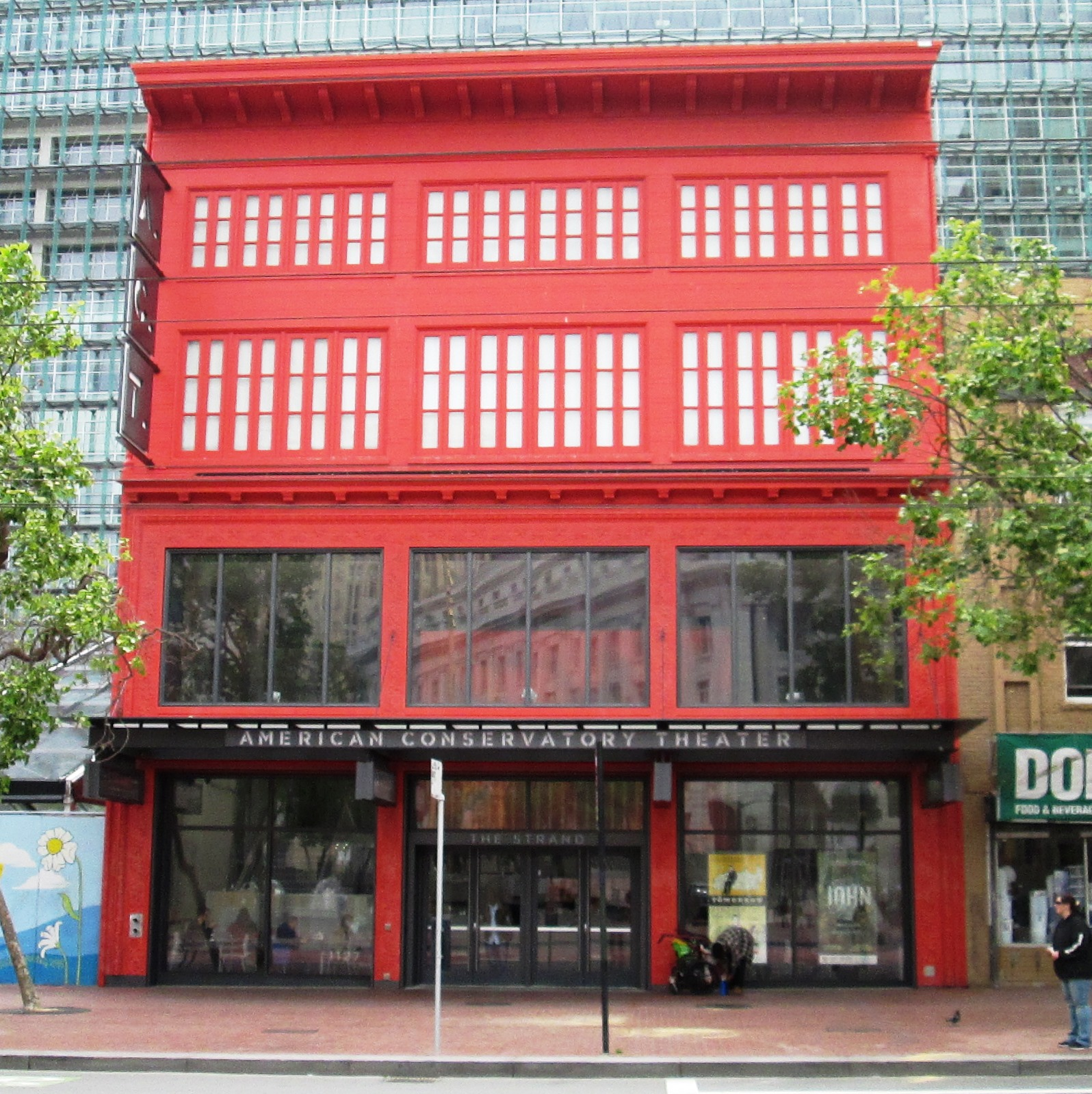
Театр «Стрент»

Американська консерваторія-театр була створена у 1965 році в Піттсбурзі (Пенсільванія) відомим американським режисером Вільямом Боллом. Основною метою створення Американської консерваторії-театру було поєднання театральної компанії та діючої акторської школи. Згодом Американська консерваторія-театр переїхала у Сан-Франциско.
Свої вистави Американський консерваторія-театр проводив у будівлі театру «Ґирі», який буз зведений у вікторіанському стилі в 1910 році відомою архітектурною фірмою «Блісс і Февілл». На сцені цього театру виступали Сара Бернар, Айседора Дункан і багато інших відомих акторів.
27 травня 1975 року будівлю театру «Ґирі» було включено у Національний реєстр історичних місць США.
У жовтні 1989 року будівлю театру було зруйновано землетрусом Лома Прієта. Десятки тисяч шанувальників драматичного мистецтва зібрали понад 28 млн доларів на відновлення театру, і в 1996 році театр «Ґирі» знову відкрив свої двері для публіки.
У 2015 році Американський консерваторія-театр відкрив ще один свій майданчик для виступів — театр «Стрент».

## Відомі випускники
- Елізабет Бенкс
- Аннетт Бенінґ
- Бенджамін Бретт[en]
- Карлос Бернард[en]
- Анна Белнап[en]
- Дензел Вашингтон
- Гаррі Гемлін[en]
- Денні Ґловер
- Ніколас Кейдж
- Даррен Крісс
- Брі Ларсон
- Марша Мейсон
- Кріс Пайн
- Вайнона Райдер
- Діліп Рао[en]
- Аніка Ноні Роуз